# Trung tâm Y học Hoa Tây, Đại học Tứ Xuyên
Trung tâm Y học Hoa Tây (tiếng Trung: 华西医学中心, tiếng Anh: West China Center of Medical Sciences of Sichuan University) là một trung tâm trực thuộc Đại học Tứ Xuyên, là một cơ cấu xen giữa đại học và học viện. Thành viên trực thuộc của trung tâm này có:
- Học viện Y học và Pháp y Hoa Tây
- Học viện Vệ sinh cộng đồng Hoa Tây
- Học viện Tai-mũi-họng Hoa Tây
- Học viện Y lâm sàng Hoa Tây
- Học viện Dược Hoa Tây

Ngoài ra, trung tâm còn có bốn bệnh viện trực thuộc: Bệnh viện Hoa Tây, Bệnh viện Hoa Tây 2, Bệnh viện Hoa Tây 4, Bệnh viện răng-hàm-mặt Hoa Tây.
Trung tâm y học Hoa Tây có tiền thân là Đại học Y khoa Hoa Tây, đại học này đã sáp nhập vào Đại học Tứ Xuyên năm 2000. Trước thời điểm sáp nhập, Đại học Y khoa Hoa Tây đã phát triển thành một trong những đại học ngành y tốt nhất của Trung Quốc đại lục. Việc thành lập Trung tâm Y học Hoa Tây là kết quả của cuộc hiệp thương nội bộ giữa các bên.

## Tên gọi
Tên gọi "Hoa Tây" của trung tâm cũng như của các đơn vị trực thuộc mang hàm ý Trung Quốc và phương Tây kết hợp.

## Lịch sử

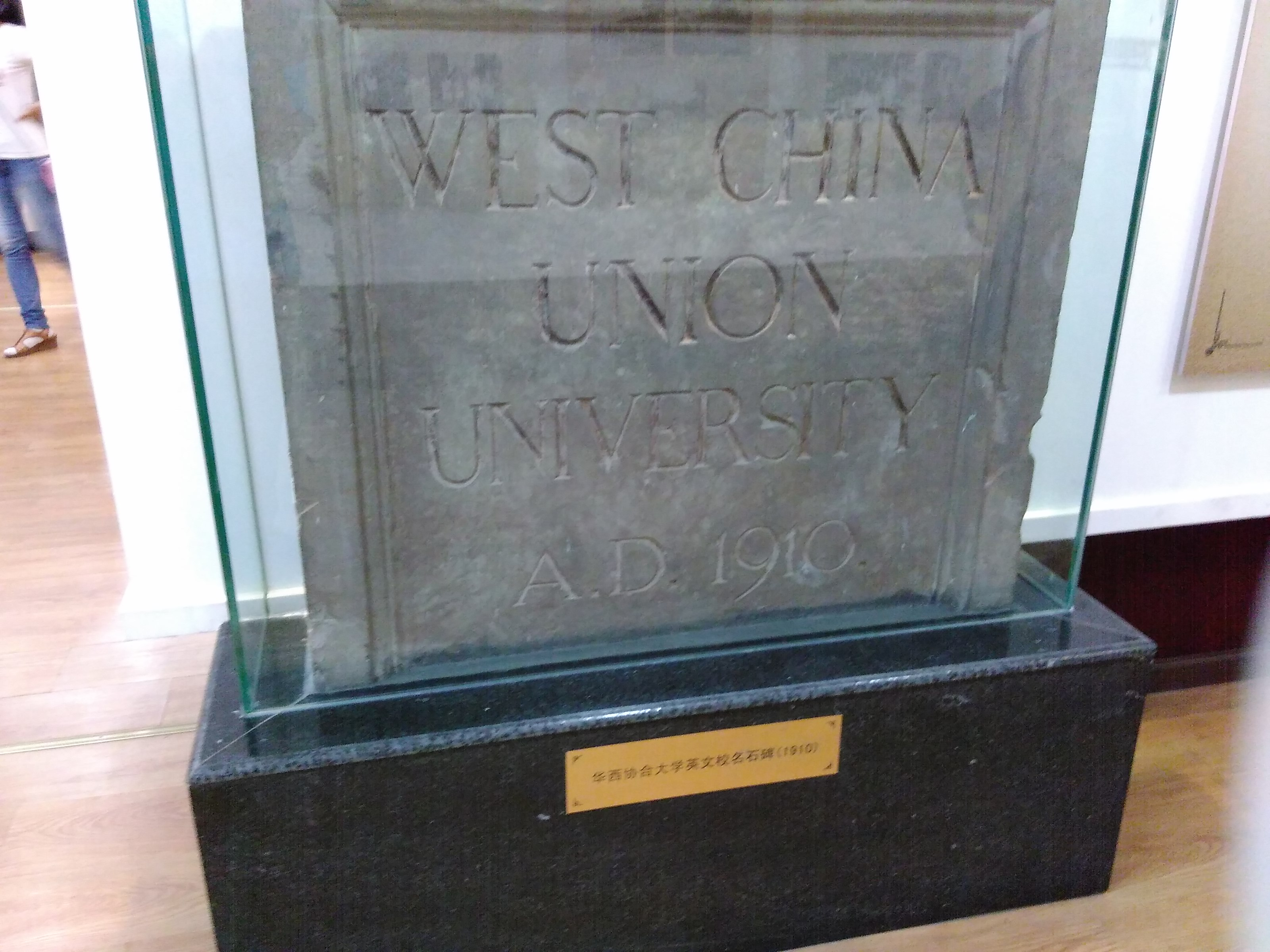
Biển đá tên trường Đại học Hiệp hợp Hoa Tây, hiện được lưu trữ tại bảo tàng của Đại học Tứ Xuyên.

Năm 1905, năm giáo hội Kito giáo đến từ Mỹ, Anh, Canada và 2 nước khác bắt đầu ý định xây dựng một trường đại học tại Trung Quốc, địa điểm được đặt tại bên cạnh sông Phủ Nam, thành phố Thành Đô, tỉnh Tứ Xuyên. Ngày 13 tháng 11 năm 1910, trường Đại học Hiệp hợp Hoa Tây (còn gọi là trường Đại học Liên hợp Hoa Tây) chính thức khai giảng khóa đầu tiên. Giảng viên của trường Đại học Hiệp hợp Hoa Tây khi đó phần lớn đến từ các đại học Cambridge, Oxford (Anh), Toronto (Canada), Harvard và Yale (Mỹ).
Năm 1937, chiến tranh Trung-Nhật bộc phát, đại học Kim Lăng, Học viện nữ sinh Kim Lăng, đại học Yến Kinh, đại học Cheeloo chuyển đến Thành Đô, học tập trong khuôn viên của Đại học Hiệp hợp Hoa Tây. Sau khi kết thúc chiến tranh, các trường chuyển về địa chỉ cũ.
Năm 1951, đổi tên thành "Đại học Hoa Tây"; năm 1953, đổi tên thành "Học viện Y học Tứ Xuyên"; năm 1985, đổi tên thành "Đại học Y khoa Hoa Tây". Năm 2000, sáp nhập vào Đại học Tứ Xuyên.